# 구니마쓰 아키라
구니마쓰 아키라(일본어: 国松 彰, 1934년 9월 14일 ~ )는 일본의 전 프로 야구 선수이자 야구 지도자이다. 교토부 교토시 출신이며 현역 시절 포지션은 외야수, 투수였다.

## 인물
교토 시립 사이쿄 고등학교 시절에는 1952년 춘계 긴키 대회 교토부 예선에서 준결승에 올랐지만 야마시로 고등학교에게 패하여 탈락했다. 여름에 열린 교토부 예선 8강전에서도 라쿠호쿠 고등학교한테 져서 고시엔 대회에는 진출하지 못했다. 졸업 후에는 도시샤 대학에 진학했는데 대학 동기로는 아오키 미노루, 이코 데루오가 있었다. 1학년 때부터는 투수로서 활약했다.
2학년을 끝으로 도시샤 대학을 중퇴하고 아오키와 함께 1955년 요미우리 자이언츠에 입단, 그 해부터 1군에서 기용돼 10월에는 첫 선발 출전도 이뤘다. 하지만 투수로서의 이렇다 할 만한 결과를 남기지 못했고 프로 3년째인 1957년부터는 외야수로 전향했다. 1958년에는 8경기에만 출전하여 무안타에 그쳤지만 그해 니시테쓰 라이온스와 맞붙은 일본 시리즈에서는 3경기에 대타로 기용됐다. 1959년에는 주로 우익수로서 1군에 정착하여 53경기에 선발 출전했고 이듬해 1960년에는 처음으로 규정 타석에 도달했다(21위, 타율 0.238). 그 이후에도 강한 어깨와 빠른 발을 살려내며 주전 외야수 자리를 확보하고 ON포를 곁에서 지원해주는 교타자로 맹활약하는 등 팀의 V9 시대를 이끌었다. 그리고 올스타전에는 1961년에 감독 추천, 1963년에는 팬투표에 의해서 출전했다. 하지만 1963년 시즌 후반에는 부상 때문에 결장했는데 이 영향으로 1964년에는 타격 부진에 시달렸다.
1965년에는 타격이 부활하면서 작년 시즌의 부진에서 벗어났고 그해 난카이 호크스와 맞붙은 일본 시리즈에서 전체 5경기에 선발 출전하여 16타수 3안타 4타점 등의 성적을 남겼다. 1966년에는 개인 최고 성적인 타율 2할 7푼 2리(12위)를 기록했고 1967년 한큐 브레이브스와 맞붙은 일본 시리즈에서는 5차전에서 요네다 데쓰야, 사사키 세이고로부터 연속 홈런을 때려내 일본 시리즈 통산 25타수 7안타 4타점을 기록했다. 그러나 1970년에는 스에쓰구 다미오가 두각을 드러내면서 출전 기회가 줄어들었고 개인 통산 1,000안타 달성에는 21개를 남겨놓고 있었지만 그 해를 마지막으로 현역에서 은퇴했다.
은퇴 후에도 요미우리에 남아 1군 타격 코치(1971년 ~ 1973년, 1976년 ~ 1979년), 2군 감독(1974년 ~ 1975년, 1981년 ~ 1985년), 1군 수석 코치(1986년 ~ 1988년) 등을 역임했다.
도쿄의 화과자 전문점 가메야 만넨도의 창업자인 히키치 스에지의 딸과 결혼해 그 인연으로 요미우리 시절 동료였던 오 사다하루가 가메야 만넨도의 CF에 출연하게 됐다. 야구계에서 은퇴한 후 1995년에 가메야 만넨도의 부사장으로 취임, 2002년에는 대표이사 사장을 거쳐 2011년에 사장 자리를 조카인 히키치 다이스케에게 물려주고 회장으로 취임했다.
야구계와 기업계에서의 경험을 살리면서 일본 각지에서 인재육성에 관한 주제로 강연도 했다. 또한 왼손잡이 골퍼의 대표로서 일본 레프티골프협회의 회장을 맡았다(현재는 최고 고문). 그리고 레프티골프협회의 종신 명예회장은 요미우리 V9을 이끈 감독인 가와카미 데쓰하루였다.

## 에피소드
- 입보다 손이 먼저 나가는 성격으로 훗날 주오코론에서 후쿠시마 다카미쓰에게 ‘구니마쓰 코치에게는 잘 얻어맞았다’라고 발언했다.
- 요미우리 시절 팀 동기는 모리 마사아키와 바바 쇼헤이 등이 있다.

## 상세 정보

### 출신 학교
- 교토 시립 사이쿄 고등학교
- 도시샤 대학(중퇴)

### 선수 경력
- 요미우리 자이언츠(1955년 ~ 1970년)

### 지도자 경력
- 요미우리 자이언츠 1군 타격 코치(1971년 ~ 1973년, 1976년 ~ 1979년)
- 요미우리 자이언츠 2군 감독(1974년 ~ 1975년, 1981년 ~ 1985년)
- 요미우리 자이언츠 1군 수석 코치(1986년 ~ 1988년)

### 개인 기록
- 통산 1000경기 출장 : 1967년 6월 18일 ※역대 125번째
- 올스타전 출장 : 2회(1961년, 1963년)

### 등번호
- 36(1955년 ~ 1970년)
- 73(1971년 ~ 1979년)
- 75(1981년 ~ 1988년)

### 연도별 투수 성적
| 연 도      | 소 속      | 등 판 | 선 발 | 완 투 | 완 봉 | 무 4 구 | 승 리 | 패 전 | 세 이 브 | 홀 드 | 승 률 | 타 자 | 이 닝 | 피 안 타 | 피 홈 런 | 볼 넷 | 고 4 | 몸 맞 | 탈 삼 진 | 폭 투 | 보 크 | 실 점 | 자 책 점 | 평 자 책 | W H I P |
| ---------- | ---------- | ----- | ----- | ----- | ----- | ------- | ----- | ----- | -------- | ----- | ----- | ----- | ----- | -------- | -------- | ----- | ---- | ----- | -------- | ----- | ----- | ----- | -------- | -------- | ------- |
| 1955년     | 요미우리   | 8     | 1     | 0     | 0     | 0       | 0     | 1     | --       | --    | .000  | 35    | 7.0   | 10       | 0        | 4     | 0    | 0     | 0        | 0     | 0     | 3     | 3        | 3.86     | 2.00    |
| 1956년     | 요미우리   | 2     | 0     | 0     | 0     | 0       | 0     | 0     | --       | --    | ----  | 17    | 2.2   | 3        | 1        | 5     | 0    | 0     | 2        | 0     | 0     | 5     | 3        | 9.00     | 3.00    |
| 통산 : 2년 | 통산 : 2년 | 10    | 1     | 0     | 0     | 0       | 0     | 1     | --       | --    | .000  | 52    | 9.2   | 13       | 1        | 9     | 0    | 0     | 2        | 0     | 0     | 8     | 6        | 5.40     | 2.28    |

### 연도별 타격 성적
| 연 도       | 소 속       | 경 기 | 타 석 | 타 수 | 득 점 | 안 타 | 2 루 타 | 3 루 타 | 홈 런 | 루 타 | 타 점 | 도 루 | 도 루 자 | 희 생 번 | 희 생 플 | 볼 넷 | 고 4 | 사 구 | 삼 진 | 병 살 타 | 타 율 | 출 루 율 | 장 타 율 | O P S |
| ----------- | ----------- | ----- | ----- | ----- | ----- | ----- | ------- | ------- | ----- | ----- | ----- | ----- | -------- | -------- | -------- | ----- | ---- | ----- | ----- | -------- | ----- | -------- | -------- | ----- |
| 1955년      | 요미우리    | 8     | 1     | 1     | 1     | 1     | 1       | 0       | 0     | 2     | 0     | 0     | 0        | 0        | 0        | 0     | 0    | 0     | 0     | 0        | 1.000 | 1.000    | 2.000    | 3.000 |
| 1956년      | 요미우리    | 2     | 1     | 1     | 0     | 0     | 0       | 0       | 0     | 0     | 0     | 0     | 0        | 0        | 0        | 0     | 0    | 0     | 1     | 0        | .000  | .000     | .000     | .000  |
| 1958년      | 요미우리    | 8     | 8     | 7     | 0     | 0     | 0       | 0       | 0     | 0     | 0     | 0     | 0        | 0        | 0        | 1     | 0    | 0     | 2     | 0        | .000  | .125     | .000     | .125  |
| 1959년      | 요미우리    | 76    | 236   | 211   | 24    | 50    | 12      | 0       | 10    | 92    | 35    | 0     | 0        | 1        | 2        | 22    | 0    | 0     | 34    | 4        | .237  | .309     | .436     | .745  |
| 1960년      | 요미우리    | 125   | 404   | 357   | 41    | 85    | 13      | 1       | 11    | 133   | 46    | 7     | 2        | 6        | 4        | 35    | 5    | 2     | 60    | 3        | .238  | .310     | .004     | .313  |
| 1961년      | 요미우리    | 127   | 463   | 408   | 49    | 91    | 17      | 1       | 7     | 131   | 30    | 11    | 7        | 8        | 3        | 43    | 1    | 1     | 54    | 3        | .223  | .299     | .321     | .620  |
| 1962년      | 요미우리    | 122   | 452   | 413   | 47    | 104   | 21      | 3       | 7     | 152   | 35    | 17    | 6        | 7        | 1        | 27    | 1    | 4     | 47    | 5        | .252  | .304     | .368     | .672  |
| 1963년      | 요미우리    | 108   | 459   | 400   | 72    | 107   | 17      | 3       | 9     | 157   | 43    | 36    | 8        | 16       | 1        | 41    | 0    | 1     | 23    | 6        | .268  | .337     | .393     | .730  |
| 1964년      | 요미우리    | 126   | 382   | 346   | 34    | 67    | 7       | 1       | 4     | 88    | 17    | 16    | 3        | 7        | 2        | 26    | 0    | 1     | 29    | 4        | .194  | .252     | .254     | .506  |
| 1965년      | 요미우리    | 136   | 487   | 428   | 68    | 111   | 13      | 4       | 11    | 165   | 39    | 15    | 8        | 14       | 1        | 42    | 3    | 2     | 44    | 7        | .259  | .328     | .386     | .714  |
| 1966년      | 요미우리    | 116   | 426   | 379   | 40    | 103   | 15      | 3       | 6     | 142   | 44    | 12    | 8        | 15       | 5        | 26    | 1    | 1     | 26    | 6        | .272  | .320     | .375     | .695  |
| 1967년      | 요미우리    | 117   | 343   | 308   | 31    | 80    | 8       | 0       | 8     | 112   | 38    | 6     | 4        | 4        | 0        | 29    | 1    | 2     | 22    | 14       | .260  | .327     | .364     | .691  |
| 1968년      | 요미우리    | 117   | 383   | 348   | 41    | 89    | 18      | 1       | 12    | 145   | 58    | 2     | 4        | 2        | 2        | 30    | 1    | 1     | 39    | 8        | .256  | .317     | .417     | .733  |
| 1969년      | 요미우리    | 113   | 310   | 269   | 29    | 61    | 14      | 0       | 5     | 90    | 26    | 2     | 0        | 2        | 4        | 34    | 1    | 1     | 21    | 9        | .227  | .316     | .335     | .650  |
| 1970년      | 요미우리    | 77    | 165   | 149   | 10    | 30    | 2       | 0       | 3     | 41    | 16    | 1     | 2        | 1        | 0        | 14    | 1    | 1     | 12    | 3        | .201  | .274     | .275     | .550  |
| 통산 : 15년 | 통산 : 15년 | 1378  | 4520  | 4025  | 487   | 979   | 158     | 17      | 93    | 1450  | 427   | 125   | 52       | 83       | 25       | 370   | 15   | 17    | 414   | 72       | .243  | .310     | .360     | .670  |

- 굵은 글씨는 시즌 최고 성적.